# Saison 6 des Contes de la crypte
Chronologie
Saison 5 Saison 7
Cet article présente le guide de la sixième saison de la série télévisée Les Contes de la crypte
Seuls les épisodes 1 et 14 ont été doublés en français. Les DVD zone 1 ne possèdent pas de sous-titres français à partir de cette saison. Les traductions des autres titres ne sont donc pas officielles.

## Épisodes

### Épisode 1:Une punition à la mesure du crime
- États-Unis : 31 octobre 1994 sur HBO
- France : 15 août 1996 sur M6

- Catherine O'Hara (Geraldine Ferrett)
- Peter MacNicol (Austin Haggard)
- Joseph Maher (Le Juge #1, Le Juge #2, Le Juge #3)

### Épisode 2:Beauté intérieure
- États-Unis : 31 octobre 1994 sur HBO
- France : Inédit

- Peter Onorati (Carl Schlag)
- Sherrie Rose (en) (Molly)
- Diane DiLascio (Linda)

### Épisode 3:Tourbillon
- États-Unis : 31 octobre 1994 sur HBO
- France : Inédit

- Rita Rudner (Rolanda)
- Blake Clark (Jerry)
- Corin Nemec (Hal)

### Épisode 4:Opération Amitié
- États-Unis : 9 novembre 1994 sur HBO
- France : Inédit

- Tate Donovan (Nelson)
- Peter Dobson (Eddie)
- Ethan Suplee (Jaimie)
- Michelle René Thomas (Jane)

### Épisode 5:La Vengeance, c'est l'essentiel
- États-Unis : 16 novembre 1994 sur HBO
- France : Inédit

- Anthony Zerbe (Arnie Grunwald)
- Isaac Hayes (Samuel)
- John Savage (Benny)
- Teri Polo (Sheila)

### Épisode 6:Le Pot-de-vin
- États-Unis : 23 novembre 1994 sur HBO
- France : Inédit

- Terry O'Quinn (Inspecteur Martin Zeller)
- Esai Morales (Puck)
- Kimberly Williams-Paisley (Hiley Zeller)
- Benicio del Toro (Bill)
- Hal Williams (Nick Ciola)

### Épisode 7:L'Arène
- États-Unis : 30 novembre 1994 sur HBO
- France : Inédit

- Mark Dacascos (Felix Johnson)
- Debbe Dunning (Aubrey Scott)
- Wayne Newton (Wink Barnum)

### Épisode 8:L'Assassin
- États-Unis : 7 décembre 1994 sur HBO
- France : Inédit

- Shelley Hack (Janet McKay)
- Chelsea Field (Simone Bardou)
- Corey Feldman (Todd)
- Jonathan Banks (William)
- William Sadler (La Faucheuse)

### Épisode 9:Escaliers vers l'horreur
- États-Unis : 14 décembre 1994 sur HBO
- France : Inédit

- D. B. Sweeney (Clyde)
- Rachel Ticotin (Charbonnet / Lilian)
- R. Lee Ermey (Le Shériff)

### Épisode 10:Dans le move
- États-Unis : 21 décembre 1994 sur HBO
- France : Inédit

- Miguel Ferrer (Gary)
- Wendie Malick (Rita)
- Slash (Hank)

### Épisode 11:Fête surprise
- États-Unis : 28 décembre 1994 sur HBO
- France : Inédit

- Adam Storke (Ray Wells)
- Rance Howard (Des)
- Jake Busey (Frank)

### Épisode 12:Le Docteur de l'horreur
- États-Unis : 4 janvier 1995 sur HBO
- France : Inédit

- Hank Azaria (Richard)
- Austin Pendleton (Orloff)
- Ben Stein (Andrews)

### Épisode 13: Quand l'aube se lève
- États-Unis : 11 janvier 1995 sur HBO
- France : Inédit

- Michael Ironside (Burrows)
- Bruce Payne (Parker)
- Susan Tyrrell (Mona)
- Vivian Wu (Jeri Drumbeater)

### Épisode 14:Chair peinture
- États-Unis : 18 janvier 1995 sur HBO
- France : 8 août 1996 sur M6

- Cristi Conaway (Willa Sandleton)
- Bruce Davison (Luden Sandleton)

### Épisode 15:Vous, le meurtrier
- États-Unis : 25 janvier 1995 sur HBO
- France : Inédit

- Alfred Hitchcock (images d'archives) (Lui-même)
- Humphrey Bogart (images d'archives) (Lou Spinelli)
- John Lithgow (Docteur Oscar Charles)
- Isabella Rossellini (Betty Spinelli)
- Sherilyn Fenn (Erika)
- Robert Sacchi (sosie d'Humphrey Bogart) (Voix de Lou Spinelli)